# دریاچه خورغان
دریاچه خورغان (به لاتین: Khurgan Lake) یک دریاچه در مغولستان است که در استان بایان-اولگی واقع شده‌است.